# بوبي ريتشاردسون
بوبي ريتشاردسون (بالإنجليزية: Bobby Richardson)‏ هو لاعب كرة قاعدة وسياسي أمريكي، ولد في 19 أغسطس 1935 في سمتر في الولايات المتحدة. نشط حزبياً في الحزب الجمهوري.

## وصلات خارجية
- بوبي ريتشاردسون على موقع دوري كرة القاعدة الرئيسي (الإنجليزية)
- بوبي ريتشاردسون على موقعبيزبول رفرنس.كوم (الدوري الرئيسي) (الإنجليزية)
- بوبي ريتشاردسون على موقعبيزبول رفرنس.كوم (الدوري الثانوي) (الإنجليزية)
- بوبي ريتشاردسون على موقع جمعية أبحاث البيسبول الأمريكية (الإنجليزية)
- بوبي ريتشاردسون على موقع إي إس بي إن.كوم (أم.أل.بي) (الإنجليزية)
- بوبي ريتشاردسون على موقع مشجعي الرسوم البيانية (الإنجليزية)
- بوبي ريتشاردسون على موقع IMDb (الإنجليزية)
- بوبي ريتشاردسون على موقع قاعدة بيانات الفيلم (الإنجليزية)